# Antonín Máša
Antonín Máša, né le 22 juillet 1935 à Višňová et mort le 4 octobre 2001  à Příbram, est un réalisateur et scénariste tchécoslovaque.

## Biographie
Antonín Máša a réalisé sept films entre 1966 et 1990.

## Filmographie
Réalisateur et scénariste
- 1967 : Hôtel pour étrangers

Scénariste
- 1964 : Du courage pour chaque jour (Každý den odvahu) de Evald Schorm